# Pierre Granié
Pierre Granié (* 1755 in Béziers; † 22. Juni 1819 in Bordeaux) war ein französischer Jurist, Historiker und Schriftsteller. 

## Leben
Pierre Granié widmete sich der Rechtswissenschaft und wählte, nachdem er in Paris seine Studien beendet hatte, die Laufbahn eines Advokaten. 1800 wurde er unter die Anwälte am Kassationshof aufgenommen und 1814 zum Anwalt beim königlichen Rat bestimmt. Anfang 1819 erfolgte seine Ernennung zum Vizepräsidenten am Tribunal erster Instanz zu Bordeaux; er starb aber schon am 22. Juni 1819 im Alter von 64 Jahren in Bordeaux.
Granié machte sich auch als Schriftsteller im historischen, politischen und juristischen Fach bekannt. Seine Geschichte der konstituierenden Versammlung (Histoire de l’assemblée constituante de France, écrite par un citoyen des États-Unis de l’Amérique septentrionale, Paris 1797 und 1799) fand Anklang, obwohl sie sich nicht ganz mit den Tendenzen der Revolution einverstanden erklärte, und wurde von Leo Huber ins Deutsche übersetzt (Leipzig 1799). Eine zweite Auflage erschien mit seinem Namen, den er früher aus mancherlei Rücksichten verschwiegen hatte, nach der Restauration der Bourbonen unter dem Titel Histoire des états généraux, ou Assemblée nationale en 1789 sous Louis XVI (Paris 1814). Seine Geschichte  Karls des Großen (Histoire de Charle Magne, roi de France et empereur d’Occident au renouvellement de l’empire; précédée d’un précis historique sur les Gaules, Paris 1819) ist nicht nach den Quellen gearbeitet und entsprach schon bald nicht mehr den an die Historiker gestellten Forderungen.
Die kleineren politischen, philosophischen und literarischen Schriften Graniés gerieten bald in Vergessenheit. Zu ihnen gehören u. a.:
- Lettre au cityoen D.* sur l’ouvrage intitulé: Mes rapports avec J.-J. Rousseau par le citoyen Dusaulx, 1798
- Lettre à M.** sur la philosophie dans ses rapports avec notre gouvernement, Paris 1802
- Petite lettre sur un grand sujet, Paris 1812

Auch Graniés juristische Schrift Observations sur les lois maritimes dans leurs rapports avec le Code civil (Paris 1799) wurde nur einer vorübergehenden Beachtung gewürdigt.